# Chiesa riformata di Langwies
La chiesa riformata di Langwies è un edificio religioso barocco che si trova ad Arosa, in frazione Langwies.
Si ha notizia che il terreno su cui sorge la chiesa fu donato alla comunità nel 1384 e che nello stesso anno fu costruito l'edificio ad opera della popolazione Walser di Arosa e delle vallate vicine. La chiesa fu consacrata nel 1385 e dedicata a Santa Caterina di Alessandria. Nel 1492/93 gli abitanti di Arosa si separarono e si costruirono una loro propria chiesetta, la "Bergkirchlein" di Inner Arosa.
La costruzione del coro fu iniziata nel 1477 e terminata nel 1488 da Stefan Klain. Il campanile è posteriore al 1488, mentre la campana principale porta la data del 1523.
Langwies viene riformata nel 1530 ad opera di Galizius, parroco proveniente dall'Engadina. Nel 1622 le donne di Langwies oppongono resistenza alle truppe austriache e si guadagnano il diritto, ancor oggi in vigore, di entrare per prime in chiesa per le funzioni.
Nel 1751 costruzione del pulpito, del matroneo sulla parete settentrionale e del rivestimento ligneo e dei seggi del coro. Nel 1903 apertura delle tre finestre del coro. Nel 1917 restauro comprendente lo spostamento del matroneo al lato occidentale e l'inserimento di archi a sesto acuto nelle finestre della navata. In tale occasione vengono riscoperti gli affreschi della parete settentrionale, rappresentanti scene della passione, e  l'immagine di Santa Caterina sopra il pulpito, opera di ignoto e risalenti al tempo della fondazione nel 1384.
La chiesa è stata posta sotto la tutela dei beni artistici nel 1946. Nel 1958/59 restauro dell'organo attribuito a Pancratius Keyser ad opera della ditta Metzler di Felsberg. L'ultimo restauro risale al 1976/78 e comprende il restauro degli affreschi ad opera di Walter Hefti di Langwies.